# Bad Oldesloe
Bad Oldesloe é uma cidade da Alemanha localizada no distrito de Stormarn, estado de Schleswig-Holstein.
Bad Oldesloe é a sede do Amt de Bad Oldesloe-Land, porém, não é membro.

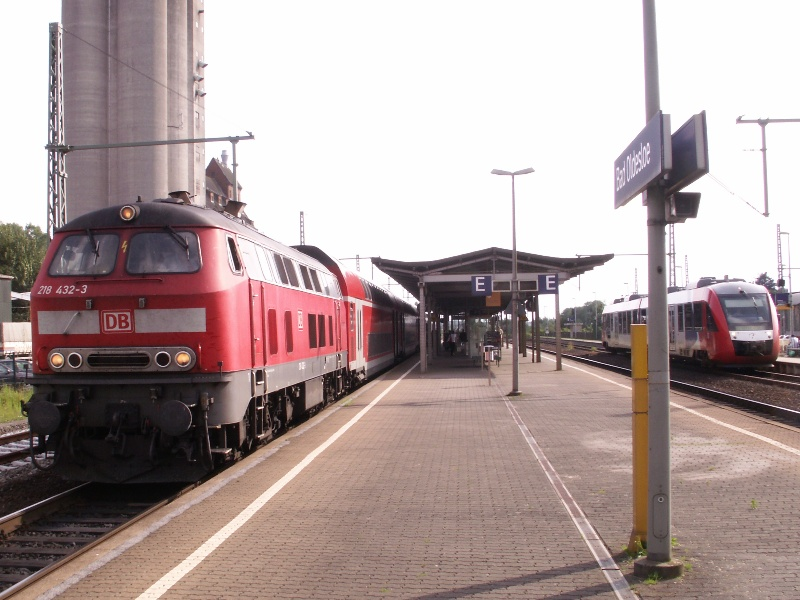
Estação de trem de Oldesloebahnhof